# Ekolodzy-Zieloni
Partia Ekolodzy-Zieloni (gr. Οικολόγοι Πράσινοι) – grecka partia polityczna należąca do Europejskiej Partii Zielonych.
W wyborach do Parlamentu Europejskiego w 2004 uzyskała 40 873 głosów (0,7%) i nie wprowadziła swoich przedstawicieli do Parlamentu Europejskiego. W wyborach do Parlamentu Europejskiego w 2009 uzyskała jeden mandat, który przypadł Michalisowi Tremopulosowi. Należy on do Grupy Zielonych - Wolny Sojusz Europejski.